# Zelena Dibrova, Iampil
Zelena Dibrova (în ucraineană Зелена Діброва) este un sat în comuna Mîkîtivka din raionul Iampil, regiunea Sumî, Ucraina.

## Demografie
Componența lingvistică a localității Zelena Dibrova
     Ucraineană (100%)
Conform recensământului din 2001, toată populația localității Zelena Dibrova era vorbitoare de ucraineană (100%).